# Max Walscheid
Maximilian „Max” Richard Walscheid (ur. 13 czerwca 1993 w Neuwied) – niemiecki kolarz szosowy.

## Osiągnięcia
Opracowano na podstawie:

2014
- 1. miejsce na 4. i 5. etapie Tour de Berlin
- 1. miejsce w mistrzostwach Niemiec U23 (start wspólny)

2015
- 2. miejsce w Tour de Berlin
  - 1. miejsce na 4. etapie
- 1. miejsce w Kernen Omloop Echt-Susteren

2016
- 2. miejsce w mistrzostwach Niemiec (start wspólny)
- 1. miejsce w klasyfikacji punktowej Tour of Hainan
  - 1. miejsce na 3., 4., 5., 7. i 9. etapie

2017
- 2. miejsce w Hammer Sportzone Limburg (drużynowo)
  - 1. miejsce na 2. etapie (drużynowo)
- 1. miejsce na 5. etapie Danmark Rundt

2018
- 1. miejsce na 3. etapie Tour de Yorkshire
- 3. miejsce w mistrzostwach Niemiec (start wspólny)
- 1. miejsce w Sparkassen Münsterland Giro
- 1. miejsce na 2. etapie Hammer Hong Kong (drużynowo)

2019
- 2. miejsce w Scheldeprijs
- 2. miejsce w Hammer Stavanger (drużynowo)
- 1. miejsce w Omloop van het Houtland Lichtervelde

2020
- 1. miejsce w klasyfikacji punktowej Tour de Langkawi
  - 1. miejsce na 3. i 8. etapie

2021
- 3. miejsce w mistrzostwach Niemiec (jazda indywidualna na czas)
- 2. miejsce w mistrzostwach Europy (mieszana jazda drużynowa na czas)
- 1. miejsce w mistrzostwach świata (mieszana jazda drużynowa na czas)

2022
- 2. miejsce w Nokere Koerse
- 1. miejsce w Grand Prix de Denain
- 3. miejsce w Münsterland Giro

## Rankingi
| Rok             | 2014 | 2015 | 2016 | 2017 | 2018 | 2019 | 2020 | 2021 | 2022 | 2023 | 2024 |
| --------------- | ---- | ---- | ---- | ---- | ---- | ---- | ---- | ---- | ---- | ---- | ---- |
| UCI World Tour  |      |      | -    | 286. | 256. |      |      |      |      |      |      |
| World Ranking   |      |      | 934. | 295. | 193. | 170. | 260. | 135. | 80.  | 160. | 218. |
| UCI Europe Tour | 594. | 124. | 615. | 439. | 92.  | 141. | 214. | 115. | 68.  | -    | -    |
| UCI Asia Tour   | -    | -    | -    | 56.  | 449. |      |      |      |      |      |      |
|                 |      |      |      |      |      |      |      |      |      |      |      |
| Źródło: UCI     |      |      |      |      |      |      |      |      |      |      |      |